# Madonna degli Emigrati

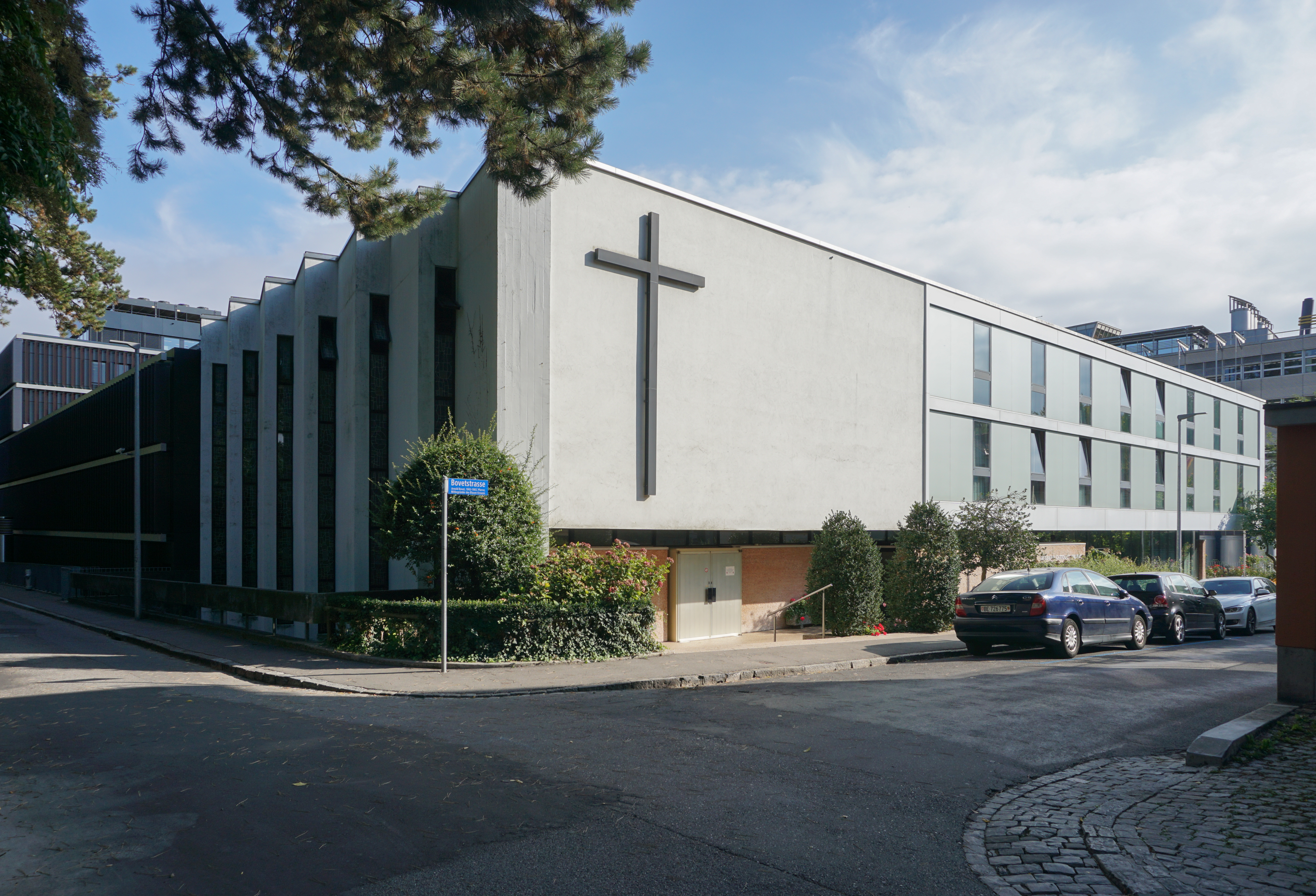
Die Kirche Madonna degli Emigrati in Bern

Die Kirche  Madonna degli Emigrati  der Missione Cattolica Italiana ist gleichzeitig das Gemeindezentrum der Italienisch sprechenden Bevölkerung von Bern. Sie wurde 1960–1963 vom Berner Architekten Rinaldo de Maddalena gebaut.

## Geschichte
Die italienische katholische Mission in Bern besteht seit 1927 mit der Ankunft der Bonomellianer-Priester (Opera d'assistenza degli emigranti), die vom Bischof von Cremona, Geremia Bonomelli, speziell zur Unterstützung der nach Europa ausgewanderten Italiener gegründet wurden. Bis 1947 wirkte Pater Ireneo Rizzi als Missionar, danach übernahmen Scalabrini-Missionare  mit Pater Giuseppe Vigolo die Mission.
Das Gebiet der Mission erstreckte sich damals über den gesamten Kanton Bern, mit dem zu dieser Zeit noch angeschlossenen gesamten Jura. Inzwischen entstanden auch in Lyss und Biel, in Burgdorf und Langenthal, in Konolfingen und in Thun für das Oberland, weitere italienische Missionen.
Aus den Industriegebieten und Landprovinzen von Italien waren Fachkräfte, viele Handwerker und ungelernte Leute eingewandert, die hauptsächlich als Haushaltshilfe, Arbeiter, Maurer oder in der Landwirtschaft Arbeit fanden. Im Oberland wurden Staudämme unter Mitarbeit von vielen italienischen Arbeitern gebaut.
In jenen Jahren suchten in Bern Hunderte von Italienern einen täglichen Treffpunkt, besonders für Samstag und Sonntag. Einstweilig stellte die Pfarrei Dreifaltigkeit die Krypta der Kirche für den Gottesdienst und nach Möglichkeit den großen Nebenraum zur Verfügung. Am 1. Juni 1951 konnte die Missione ein Gebäude an der Alpenstrasse 22, im Berner Kirchenfeldquartier beziehen und im Nebenhaus auch einen Kindergarten einrichten. Nach einer Zeit mit immer mehr Besuchern wurde das Haus an der Alpenstrasse veräussert und ein besser geeignetes Grundstück an der Bovetstrasse, zum Bau einer eigenen Kirche und den zugehörigen Pfarreiräumen gekauft.

## Baubeschreibung

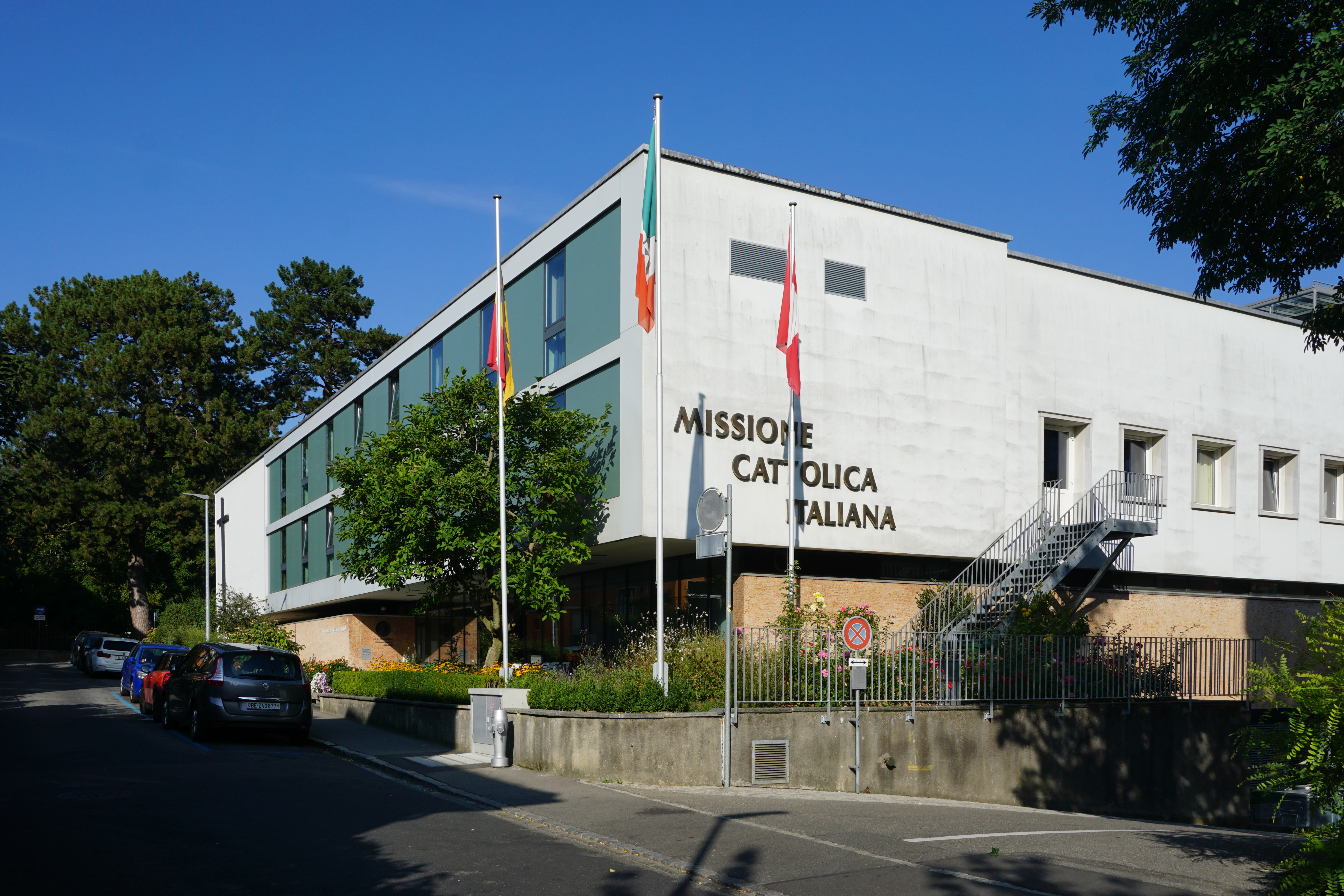
Missione cattolica italiana, Bern

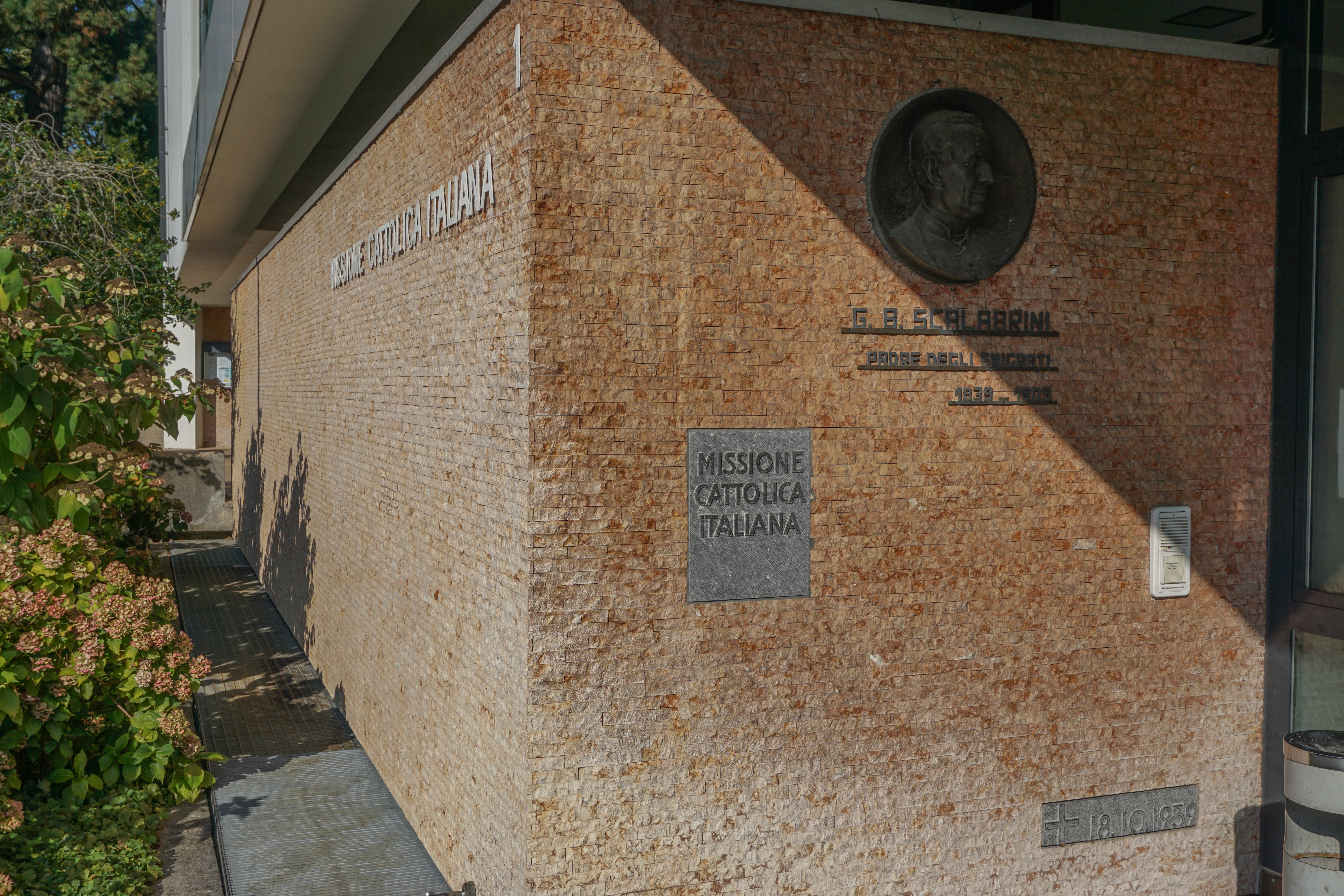
Eingangsbereich der Mission

Auf dem neuerworbenen Grundstück an der Ecke Bovetstrasse/Friedeckweg im Berner Monbijouquartier erstellte der Architekt Rinaldo de Maddalena einen kubischen Kirchenbau als Betonkonstruktion. Die Nordostfassade besteht aus Betonlamellen mit Schlitzen für indirekten Lichteinfall. An der Nordwestfassade kennzeichnet ein grosses Kreuz den Bau als Kirche. Darunter, in der zurückgesetzten mit Dolomit-Natursteinmosaik verkleideten Sockelwand ist die zweiflügelige Eingangstüre zur Kirche. Die Gemeinschaftsräume sind westlich in gleicher Höhe an den Kirchenkubus angebaut. Im Untergeschoss befinden sich Büros und Pfarreiräume. In den grossen Sälen darüber bewirtet ein Restaurant die Gäste auf traditionelle italienische Art und bietet damit den Besuchern ein Stück heimatliche Kultur. Die Kirche besitzt keinen Glockenturm und keine Glocke. Anschliessend an die Kirchengebäude wurde in jüngerer Zeit ein modernes Verwaltungsgebäude erstellt, einzig ein Lichthof in der Mitte des Gebäudekomplexes lässt Tageslicht von der Süd- und Westseite in die Büros im Untergeschoss und durch das grosse, farbige Kirchenfenster eindringen.

### Innenraum und künstlerische Ausstattung
Man betritt die Kirche unter der Empore im Mittelgang der beidseitig in leicht gerundeten Bankreihen begleitet wird. Die Wände und die Decke sind glatt verputzt und leicht abgetönt gestrichen. An der rechten Seitenwand ist seit 1963 ein 7 × 3,5 Meter grosses, überwiegend blau gehaltenes Glasfenster, mit drei Szenen aus dem Marienleben, das vom Künstler Giorio Scalco (* 1929) aus Schio in der Provinz Vicenza gestaltet und von der Glas-Werkstatt Caron, Vetrate e Mosaici d’Arte aus Vicenza realisiert wurde. Links wird die Verkündigung des Engels an Maria dargestellt. In der Mitte die Mutter Maria mit hocherhobenen Händen unter dem Kreuz Jesu, begleitet und gestützt von zwei Jüngern. Rechts ist die Himmelfahrt Mariens dargestellt, sie ist von Engeln umgeben.
Zur Neugestaltung des Altarraums wurde 1990 der Maler Franco Mastrovita aus Vicenza beauftragt einen Entwurf nach eigener Vorstellung zu machen. Sein präsentiertes Thema «Neuer Himmel und neue Erde» fand teilweise Zustimmung, die damals Pfarrherren baten ihn um eine Abänderung zum Thema «Gastfreundschaft», welches der Bestimmung der Mission besser entspreche. Verwirklicht wurde ein wandübergreifendes Gemälde, das sich mit der Gestaltung und Thematik an den bestehenden Kunstwerken orientiert und mit der sakralen Ausstattung verbunden ist. Eine Figurengruppe mit einer Madonnen-Statue die von vier Emigranten, teils kniend, angerufen wird, steht auf den Altarstufen an der linken Seitenwand. Die Skulpturengruppe wurde angeblich im Südtiroler Gröden geschnitzt und der Gemeinde von Don Ireneo Rizzi bei seinem Abschied 1947 übergeben. Hinter dem Bildnis symbolisiert ein gemalter Türrahmen das Himmelstor. Weiter fortlaufend steht auf dem Wandbild unter einer Eiche der Stammvater Abraham in einem Zelt, wo er von Engeln besucht wird und von der Schwangerschaft seiner betagten Frau Sarah erfährt. (Gen 16,9 ) Aus der von Sarah vorgestreckten Crisalide, einer Insektenpuppe nachempfunden, als Symbol für ihren Sohn Issak, geht das Volk Israel hervor. In einem langen Pilgerzug tragen die Israeliten die Bundeslade mit und treffen in der Mitte des Bildes auf das Opfer Christi am Kreuz.
Das fast raumhohe Kruzifix ist ein Werk des Bildhauers und Malers Bruno Vedovato (1906–1986) aus der Provinz Vicenza. Weiterziehend erreichen die Pilger das Gasthaus von Emmaus, wo der auferstandene Jesus von den zwei Jüngern erst durch sein Brotbrechen erkannt wird. (Lk 24,13–35 ). Der Ausspruch der Jünger «Herr bleib bei uns, denn es will Abend werden» ist durch den blauen Nachthimmel hinter einer Mauer dargestellt, der sich in der blauen Glasfront fortsetzt. Mit prägnanten Linien sind die einzelnen Szenen in Dreieckfelder aufgeteilt und gleichzeitig strahlenförmig verbunden. In der dunklen rechten Ecke steht der Tabernakel auf einer vom Künstler Mastrovita entworfenen Trage, entsprechend der Bundeslade im Bild.
Der Taufstein in der Form eines Brunnens wurde bei der Neugestaltung von der Taufkapelle im Eingangsbereich auf die Altarstufen versetzt. Unter der Osterkerze fliesst das Wasser des Lebens in vier Himmelsrichtungen in das kreuzförmig geöffnete Becken. Der Ambo besteht aus einem pyramidenförmigen Oberteil aus Messing, welcher mit seiner Spitze im geteilten Steinsockel steckt, was Jesus Christus als neue Wurzel Jesse symbolisiert. Als Priestersitz dient ein dreieckig geformtes Eichenmöbel, welches vor dem Wandbild den Heiligen Berg Sinai als Ort der Suche nach Gott darstellt. (Ex 19,1–3 ) Der steinerne Altarsockel trägt eine asymmetrisch aufgelegte Platte, deren Unterseite ebenfalls mit poliertem Messing verkleidet ist.
In der ehemaligen Taufkapelle steht die 1992 entstandene Statue des Heiligen Antonius von Padua mit dem Jesuskind auf dem Arm und dem Antoniusbrot, das Patronat für die Armen symbolisierend, in der Hand. Dahinter bedeckt ein Basisrelief die Wand, das vom Keramiker Alessio Tasca (* 1929) stammt. Es trägt über den Eucharistie-Symbolen die Inschrift Ecce Agnus Dei qui tollit peccata mundi («Seht das Lamm Gottes, das trägt die Sünde der Welt»). Daneben sind noch die vierzehn Kreuzwegbilder von 1963 des Künstlers Cesare Sartori aus der Keramikwerkstatt S.I.C.A.R.T. in Nove, Provinz Vicenza, zu erwähnen.

### Profane Kunstwerke
Auf der Empore ist ein Gemälde auf mehreckigen Holzplatten mit vier Szenen zum Auftrag der Scalabriner Priester zu sehen: Menschen verlassen das eigene Dorf mit dem Kirchturm und den Hausdächern, der Bischof Scalabrini ist unterstützt durch Maria, die Migranten auf der Reise im Bahnhof Mailand und der Tunnel zur Grenze, die Grenzschranke und die Ablehnung des fremden Landes durch das Wort «NEIN», die Ankunft mit dem Haus der Missione und dornenbesetzte Gerüste als Darstellung der schweren Arbeit.

## Orgel

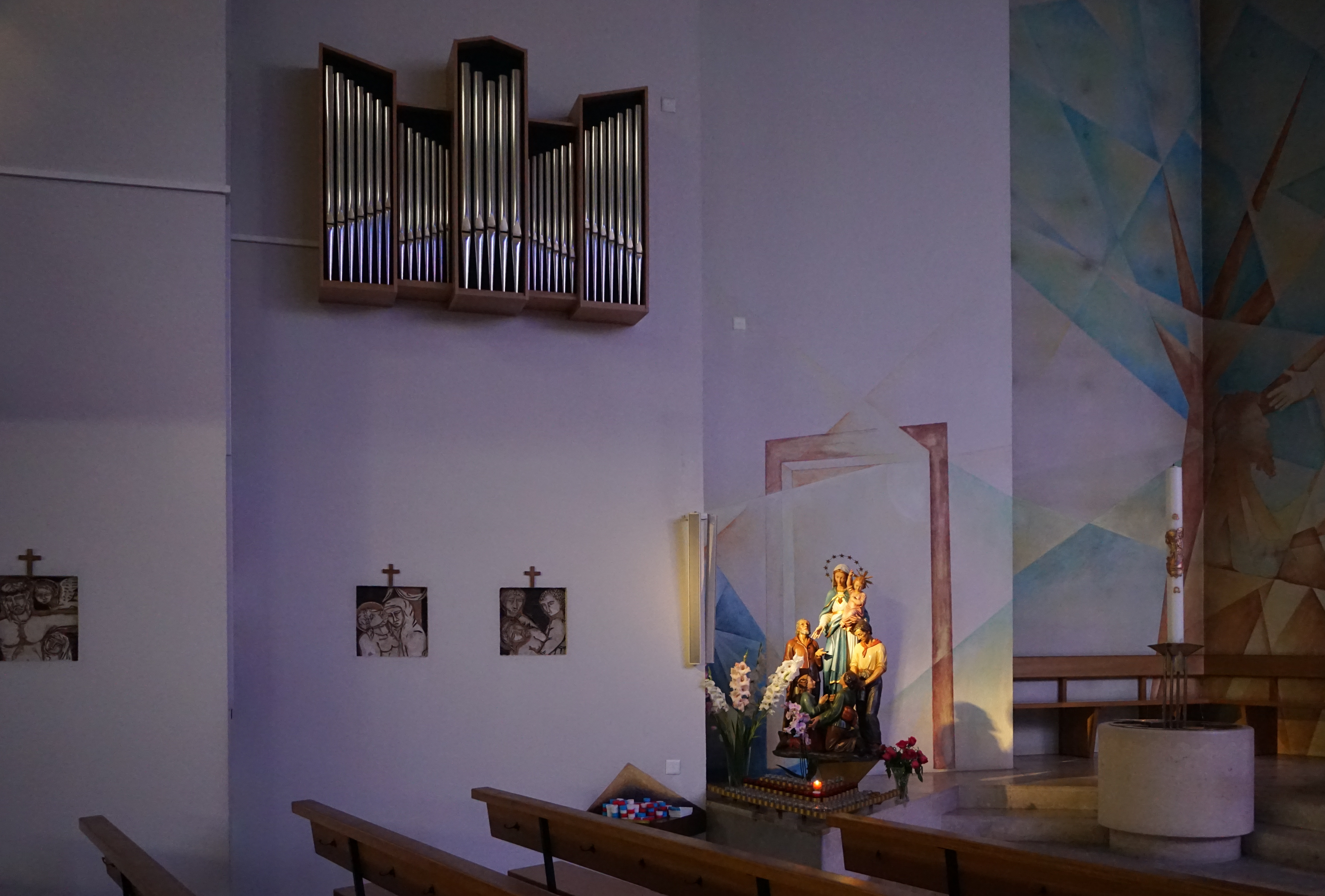
Schwalbennestorgel

Der Spieltisch des elektronischen Instruments mit zwei Manualen und Pedal steht auf der Empore. Die Orgelpfeifen sind an der linken Seitenwand als Schwalbennestorgel eingebaut.